# Dublin Castle

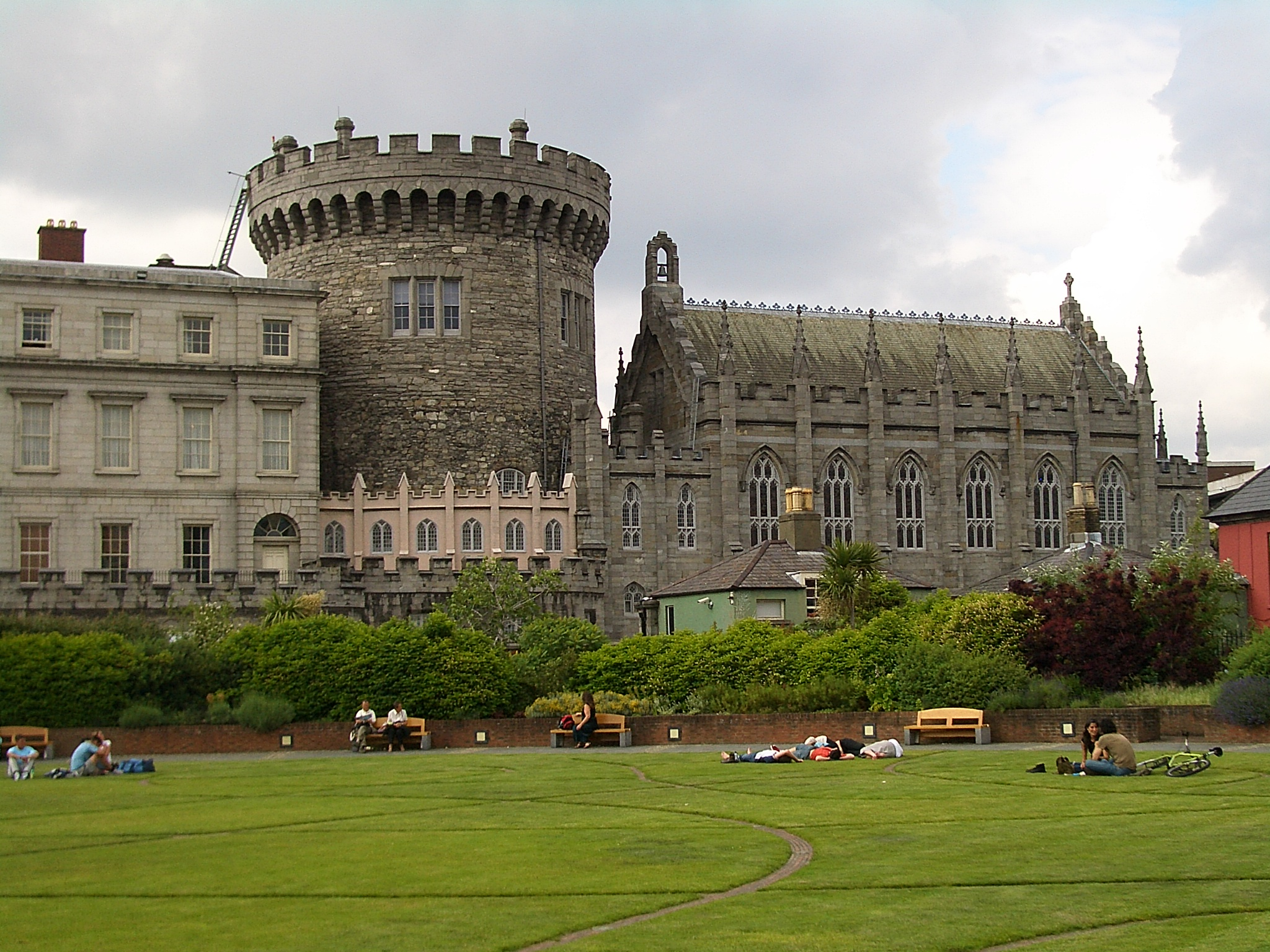
Dublin Castle, Blick zum Record Tower

Das Dublin Castle (irisch Caisleán Bhaile Átha Cliath) ist ein Schloss in Dublin in Irland. Es befindet sich an der Dame Street inmitten der Altstadt.

## Geschichte
An der Stelle des Schlosses befand sich bereits im 10. Jahrhundert eine Festung. Sie wurde im Jahre 1170 von den Normannen erobert und in den Jahren 1204–1230 ausgebaut. Der Turm Record Tower aus dem Jahr 1226 ist bis heute erhalten geblieben. Die gegenwärtig existierenden Gebäude entstammen vorwiegend dem 18. und 19. Jahrhundert.
Im Mittelalter und in der frühen Neuzeit war Dublin Castle auch ein Gefängnis mit teilweise prominenten Häftlingen. Von 1570 bis 1575 wurde Richard Creagh, der Erzbischof von Armagh und Primas von Irland, dort festgehalten († 1586 im Tower of London).
1907 wurden auf Dublin Castle die Irischen Kronjuwelen gestohlen.
Bis zum Jahr 1922 befand sich im Schloss der Amtssitz des Gouverneurs (Vizekönigs) und der britischen Verwaltung von Irland. Die Repräsentationsräume The State Apartments aus den Jahren 1680–1830 werden noch heute bei den offiziellen Anlässen genutzt. Dazu gehören u. a. die Amtseinführung des Präsidenten des Landes wie auch die Treffen des Europäischen Rates, zuletzt im Jahr 2004. Amtssitz des irischen Präsidenten ist das Landhaus Áras an Uachtaráin, das zuvor den britischen Gouverneuren als Wohnsitz diente.

Bildergalerie
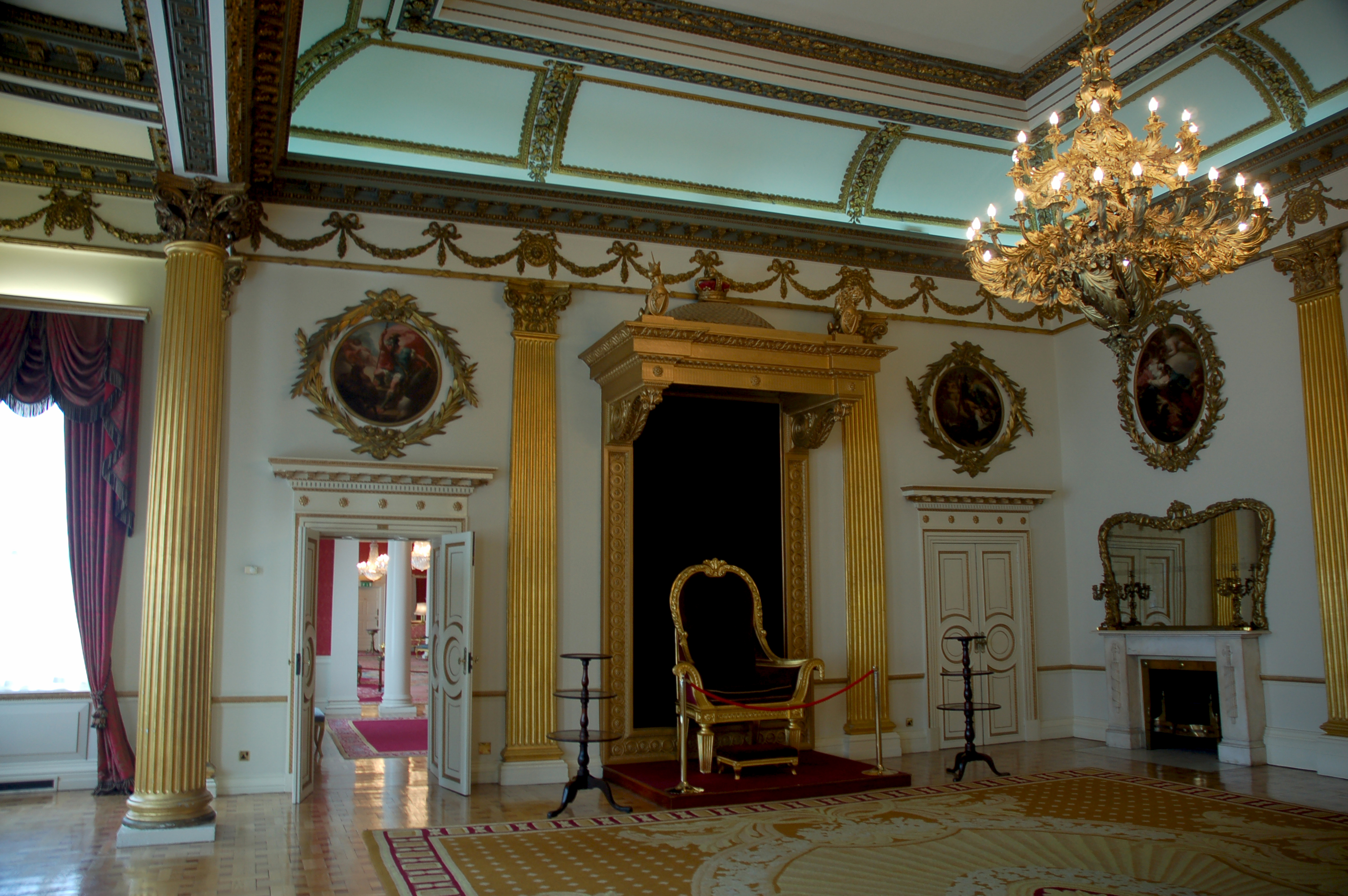
Thronsaal
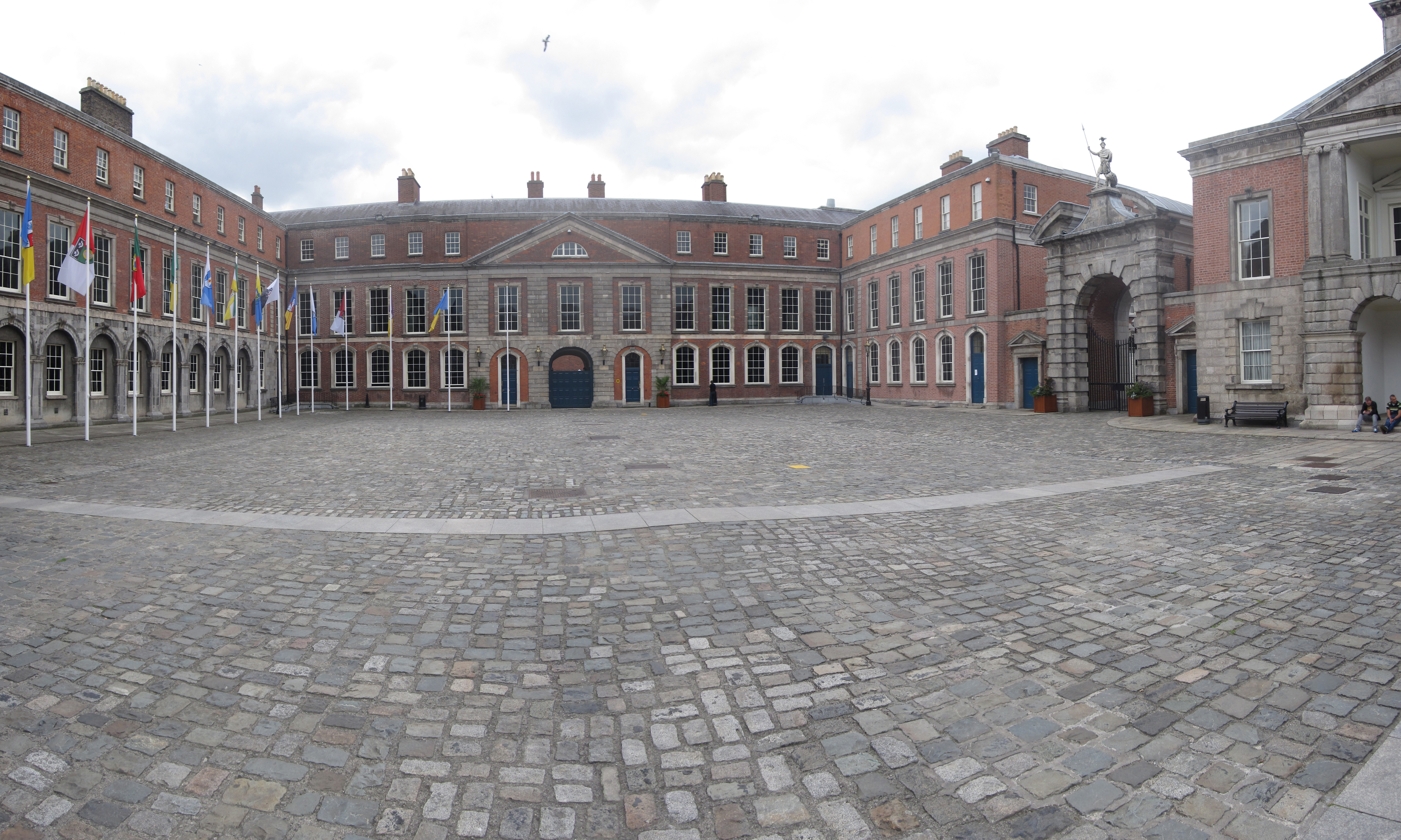
Panorama im Innenhof

## Kapelle
Die einst anglikanische königliche Kapelle (Chapel Royal) aus dem 18. Jahrhundert wurde im Jahr 1943 zur römisch-katholischen Kirche unter dem Namen Church of the Most Holy Trinity. Sie dient heute als ein Kulturzentrum.